# サンドハースト王立陸軍士官学校
座標: 北緯51度20分26秒 西経0度46分07秒 / 北緯51.340532度 西経0.7687度

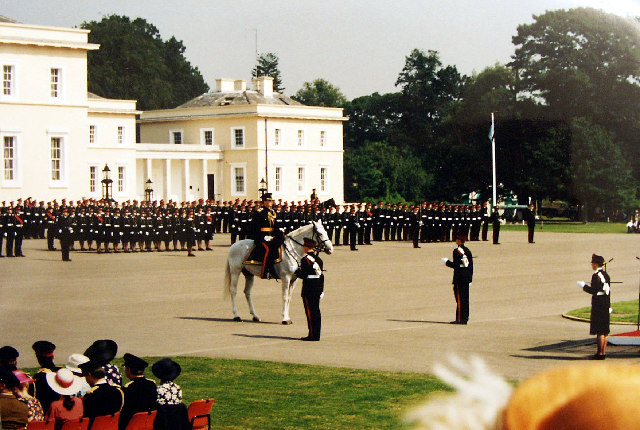
サンドハースト士官学校の卒業パレード

サンドハースト王立陸軍士官学校（サンドハーストおうりつりくぐんしかんがっこう、The Royal Military Academy Sandhurst）は、イギリスにおける陸軍の士官養成機関。 一般にはサンドハーストという略称で知られる。王立陸軍大学（The Royal Military College、RMC）の後進の組織であり、過去の卒業生には数多くの著名人が存在した。ギリシャ元王太子パウロスや、スペイン国王アルフォンソ12世、カタールのタミーム・ビン・ハマド・アール＝サーニー首長とハマド・ビン・ハリーファ・アール＝サーニー前首長、ヨルダン国王アブドゥッラー2世、リヒテンシュタイン侯世子アロイス、ブルネイ国王ハサナル・ボルキア、ボツワナ大統領イアン・カーマなど、各国の王族や貴族も教育を受けた名門の軍事学校である。
イギリス国王チャールズ3世の子であるウィリアム王子が2006年に、ヘンリー王子が2005年に入学している。
イングランドのハンプシャー、バークシャー、サリーにまたがる敷地を有している。コミッショニング・コースにはほぼ全ての陸軍士官候補生が登録して全44週（およそ1年程度）にわたる訓練をうける。この訓練の後にそれぞれの配属部隊に応じさらに専門的な課程を履修することになる。医師、歯科、看護、獣医などへ進む学生および植民地部隊の士官についてはより短期間の訓練課程が用意されている。

## 組織
士官学校の校長には少将が任命される。この他に、陸軍内での最古参の下士官が士官学校担当となる慣例が存在する。訓練課程は毎年1月、5月、9月に開始され、それぞれ270名の生徒が入学する。生徒は士官候補生として学校に設けられている中隊に配属される。全10個ある中隊の名称はイギリス陸軍史における激戦地の名に由来している。
- フォークランド中隊
- ソンム中隊
- イムジン中隊
- アラメイン中隊
- ビルマ中隊
- ノルマンディー中隊
- マルヌ中隊
- イープル中隊
- ガザ中隊
- デッティンゲン中隊 短期養成士官向け

それぞれの中隊は30名の士官候補生が配属される3小隊で構成される。中隊は1名の大尉および軍旗護衛下士官により指揮されている。

## 歴史
サンドハースト陸軍士官学校は1947年に、ウーリッジの王立陸軍士官学校(1741年から1939年まで砲兵および工兵士官養成を担当した)およびサンドハーストに存在した王立陸軍大学の士官養成施設を統合して開校された。 イギリスにおける徴兵制が中止され、オールダーショットにおける士官訓練施設が閉鎖されて以降はサンドハーストがイギリスにおける唯一の士官養成施設となっている。
そのため、卒業式には国王が来臨することになっている。

### メモ
2006年の卒業式にエリザベス女王が来臨したときは、堵列した卒業生の中にヘンリー王子を認めると、「見たことがある顔だわ」と足を止めて呟いたという。